# Francesc de Cabanyes
Francesc de Cabanyes est un militaire catalan du XVIIe siècle qui a pris part à la Guerre des faucheurs.
En 1640, sur l'ordre de Pau Claris, il a créé le corps des Miquelets sous le nom de Companyia d'Almogàvers avec l'objectif de freiner l'invasion des troupes castillanes de Philippe IV. À la tête du Tercio de Santa Eulàlia, il a aidé à mettre en déroute l'armée de Philippe IV commandées par Pedro Fajardo de Zúñiga y Requesens marquis de Los Vélez, lors de la Bataille de Montjuïc à Barcelone.